# Collegio di Rochester and Chatham
Rochester and Chatham era un collegio elettorale del Regno Unito nella contea del Kent. Il collegio eleggeva un parlamentare e venne creato nel 1950 per essere poi abolito nel 1983.
Essa in gran parte sostituì Chatham, che aveva ottenuto gran parte del proprio territorio dal precedente collegio di Rochester nel 1918. Nel 1983 Rochester and Chatham fu abolita e sostituita da Medway, che dalle elezioni del 2010 venne rinominata in Rochester and Strood.

## Membri del parlamento
| Elezione | Elezione | Membro                 | Partito                |
| -------- | -------- | ---------------------- | ---------------------- |
|          | 1950     | Arthur Bottomley       | Laburista              |
|          | 1959     | Julian Critchley       | Conservatore           |
|          | 1964     | Anne Kerr              | Laburista              |
|          | 1970     | Peggy Fenner           | Conservatore           |
|          | 1974     | Robert Bean            | Laburista              |
|          | 1979     | Peggy Fenner           | Conservatore           |
|          | 1983     | circoscrizione abolita | circoscrizione abolita |